# Bryning with Kellamergh
Bryning with Kellamergh var en civil parish från 1866 till 1934 då den blev en del av Bryning with Warton, i grevskapet Lancashire, i England. Civil parish var belägen 14 km från Preston och hade 130 invånare år 1931.